# Herbert Achternbusch
Herbert Achternbusch, nemški dramatik, pisatelj in filmski ustvarjalec, * 23. november 1938, München, † 10. januar 2022
Je avtor nenavadnih, pogosto eksperimentalnih filmov, knjig in dram, v katerih ruši družbene norme, klišeje in tabuje, predvsem rodne Bavarske. V uspešnih dramskih biografijah Ela in Susn prikazuje upor zatiranih in izrinjenih.

## Dela
- Aleksandrova bitka (Alexanderschlacht) - 1971
- Ela - 1978
- Susn - 1979
- Zamorec Erwin (Der Neger Erwin) - 1981
- Na izgubljenem položaju (Auf verlorenem Posten) - 1990